# Museu da Polícia Civil do Pará

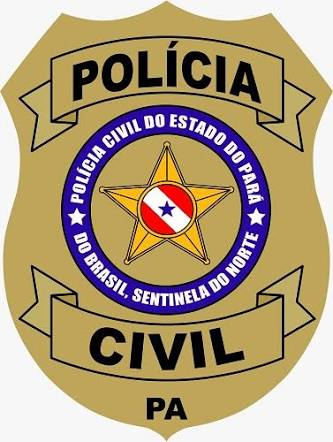
Polícia civil do Pará

O Museu da Polícia Civil do Pará, é uma unidade administrativa da Polícia Civil do estado destinada a preservar a memória da instituição policial através da coleta, guarda, manutenção e exposição de suas evidências históricas manifestadas através dos dois últimos séculos.
Para atingir tais objetivos lhe compete:
pesquisar, arrecadar e catalogar toda a documentação de interesse para o conhecimento da história policial;
pesquisar, arrecadar e catalogar o armamento e demais equipamentos, historicamente, vinculados à polícia civil;
preservar, estudar e sistematizar a documentação ligada a instituição da polícia e sua evolução;
zelar por todo patrimônio histórico e cultural da Polícia Civil;
desenvolver pesquisa criminológica, selecionando todo o material que constitui fonte de estudo.
O Museu da Polícia Civil do Pará está sediado na Academia de Polícia Civil, em Marituba, na  Rodovia BR 316 km 13.